# 前奏曲、アリアと終曲
『前奏曲、アリアと終曲』（Prélude, Aria et Final）は、セザール・フランクが1886年から1887年にかけて作曲したピアノ曲。

## 概要
フランクはデビュー後しばらくの間、父の意向に従う形でヴィルトゥオーゾピアニストとして活動し、華やかなピアノ曲を多数作曲させられていた。しかしながら、父の管理から逃れるようにピアノ音楽から離れて1848年にオルガニストとなった彼は、その後1884年にピアノと管弦楽のための交響詩『ジン』を書き上げるまでの間、40年近くもピアノに焦点を当てた楽曲を書こうとしなかった。突如ピアノ曲の作曲を再開した彼は、『ジン』以降の数年間にこの曲と『前奏曲、コラールとフーガ』や『交響的変奏曲』など、名だたるピアノ音楽を世に送り出すことになる。
初演は1888年5月12日、ボルド・ペーヌ夫人のピアノで国民音楽協会において行われた。フランク門下で師に心酔していたヴァンサン・ダンディは、この曲と『前奏曲、コラールとフーガ』が「ベートーヴェン以後、初めて現れた語るに足るピアノ音楽」であり、前者は「ソナタ形式の革新のために大きな役割を果たし」たと激賞する言葉を残しているが、初演評は斬新なところのない退屈な作品、といったものだった。作曲家の矢代秋雄はこの曲が『前奏曲、コラールとフーガ』よりも高い完成度を有し、流麗かつ明晰あると評価しながらも、ピアノ音楽的ではなくあたかもオルガン曲もしくは弦楽合奏曲であるかのように響くというアルフレッド・コルトーの言葉にも理解を示している。ピアニストのスティーヴン・ハフは両曲が構造的な面で共通項を有しているのみならず、主題にも共通の音型から作られたものがあると指摘している。
曲は初演者のボルド・ペーヌ夫人に献呈されており、アメル（Hamelle）社より出版された。

## 演奏時間
約19-25分

## 楽曲構成
前奏曲、アリア、終曲の3つの部分から構成される。各部分は連結していないが主題は関連しており、循環形式による統一が図られている。

### 前奏曲
モデラート・エ・マエストーソ、4/4拍子、ホ長調で穏やかに開始する。形式的にはロンド形式もしくはソナタ形式に準じる形式とみなすことができる。内声を含み、10度を超える広いポジションの和音が用いられている。完全終止を経て一呼吸置くと、新しい主題がホ長調に出る。そのまま勢いを増して冒頭の主題がフォルテッシモ、ホ短調で現れる。次に2分音符による主題が奏でられ、伴奏音型の音価が次第に小さくなるとともに音量を増して新たな楽想に突入する。その後、冒頭主題が再現されるまでの間にアリア部や終曲部の主題がほのめかされ、最後はホ長調に戻って終了する。

### アリア
レント、ホ長調、2/2拍子に開始するが、16小節の序奏のうちに転調して変イ長調の主題が奏される。これを含む3つの主要なエピソードが2度奏されるうちに、雰囲気が移り変わっていく。各エピソードは音域を変えて1度に2回奏でられる。楽譜のどのページにもカンタービレやドルチェといった指示が書き込まれており、高い表現力を求められる。最後に序奏の主題が再現され、静かに終結する。

### 終曲
アレグロ・モルト・エ・アジタート、4/4拍子、嬰ハ短調。自由なソナタ形式。低音によるピアニッシモからの不穏な序奏に開始し、これがそのまま姿を現して第1主題となる。一方、第2主題はスタッカートによる軽快な楽句とニ長調の楽句から構成される。展開部はABA'の形を取るが、Aが第1主題であるのに対してBはアリア部で扱われた主要エピソードである。再現部では両主題が再現され、第2主題からの速度を維持してそのままコーダへとなだれ込むが、ここで堂々と再現されるのは前奏曲部の冒頭主題である。その後は落ち着きを取り戻して終わりへ近づいていくが、矢代はここで前奏曲部の主題とアリア部の主題が対位法処理により同時に演奏されることを指摘している。最後はホ長調で静かに全曲を閉じる。